# Rathaus Nymburk

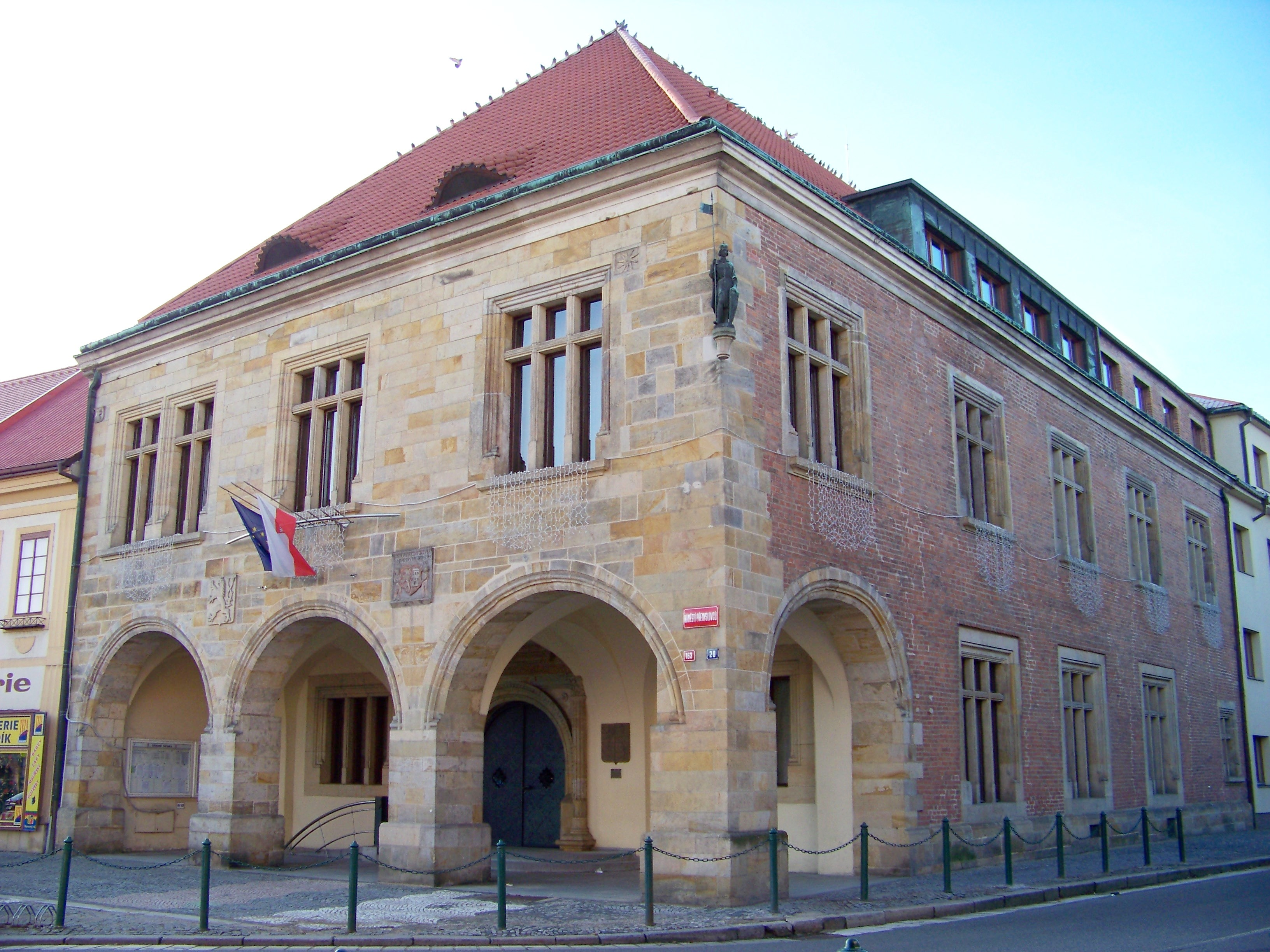
Rathaus in Nymburk

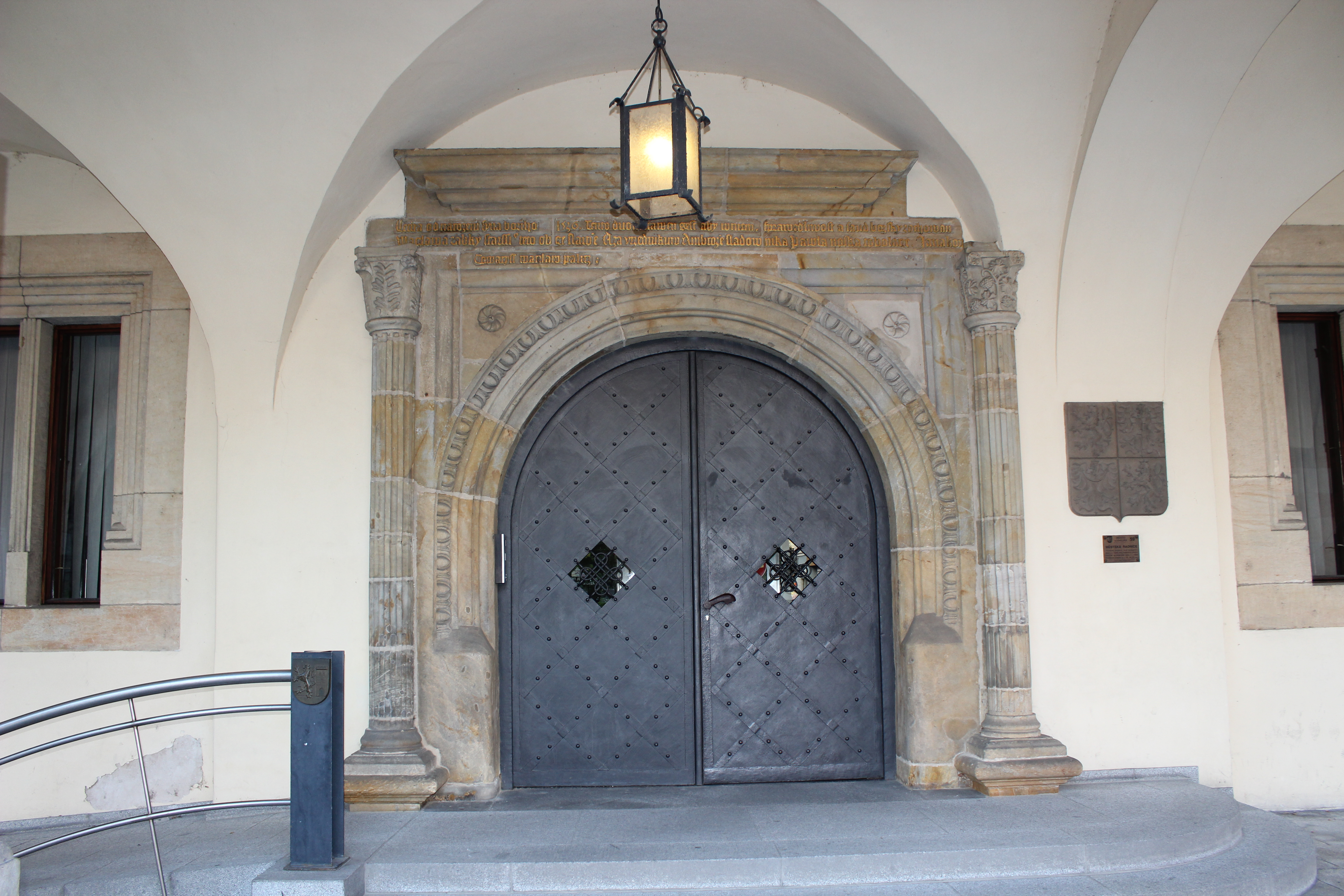
Portal

Das Rathaus in Nymburk (deutsch Nimburg), einer tschechischen Stadt im Okres Nymburk der Mittelböhmischen Region, wurde 1526 errichtet. Das Rathaus mit der Adresse Náměstí Přemyslovců 163 ist ein geschütztes Kulturdenkmal.
Das zweigeschossige Bauwerk im Stil der Spätgotik mit Walmdach und Laubengang wurde im 19. Jahrhundert umgebaut. Die Hauptfassade mit Laubengang ist mit Sandstein verblendet, die Seitenfassade aus sichtbarem Backstein.